# Handfasting

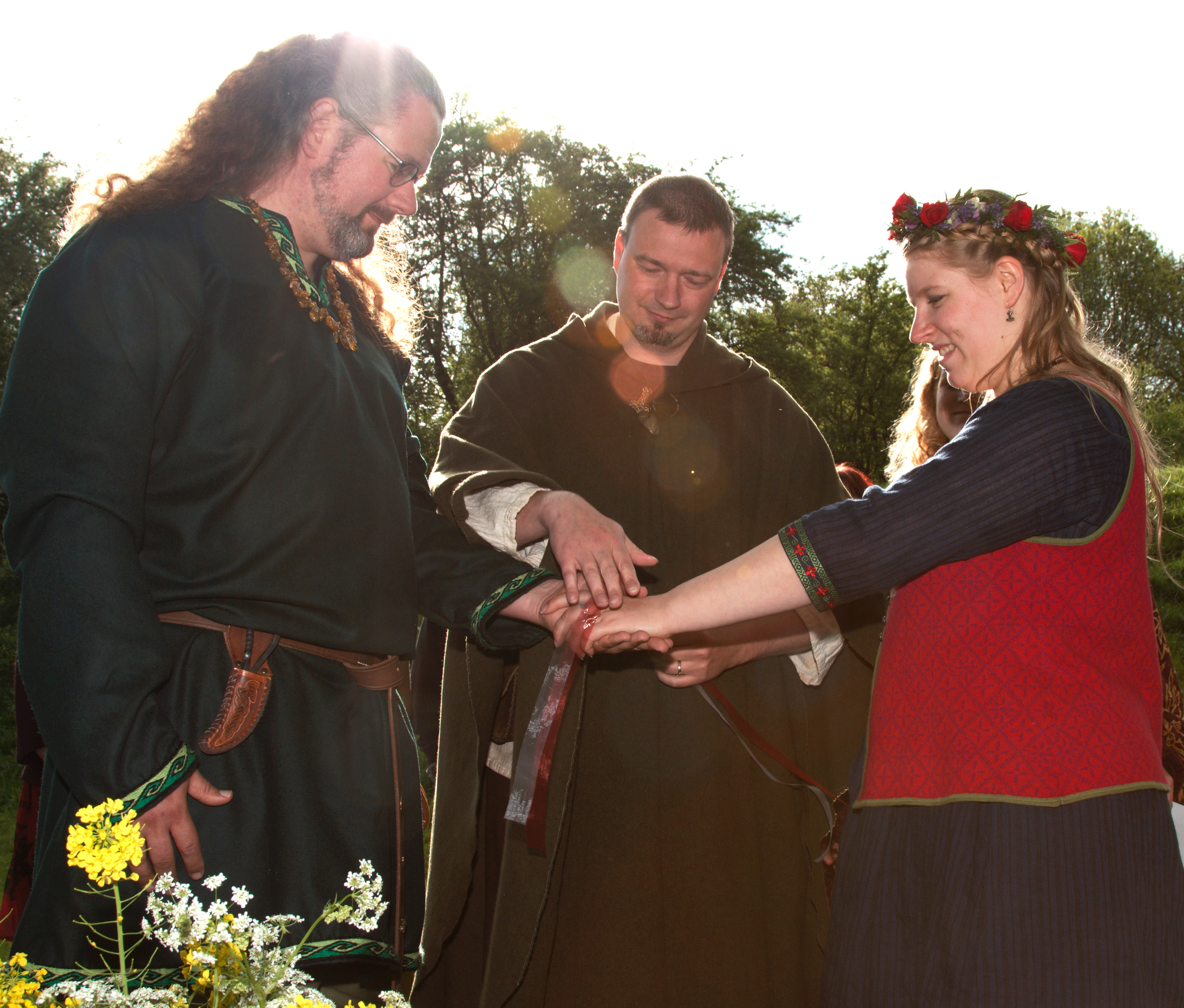
Handfasting

Das Handfasting ist ein traditioneller Brauch, der je nach Verwendung des Begriffs eine inoffizielle Hochzeit (bei der ein Paar ohne einen offiziell zur Beurkundung einer Eheschließung befugte Person  heiratet, in der Regel mit der Absicht, sich später einer zweiten Zeremonie  mit einer entsprechenden Amtsperson zu unterziehen), ein Verlöbnis (eine Verlobung, bei der ein Paar einander förmlich verspricht, die andere Person zu ehelichen) oder eine zeitlich begrenzte Hochzeit (bei der ein Paar eine absichtlich zeitlich begrenzte Eheverpflichtung eingeht) definieren kann. Der Ausdruck bezieht sich auf das Festlegen eines Versprechens durch Schütteln oder Zusammenfügen der Hände.
Die Terminologie und der Brauch wurde vor allem mit germanischen Völkern, einschließlich der Engländer und Norweger sowie Schotten in Verbindung gebracht. Als eine Form der Verlobung oder der inoffiziellen Hochzeit war Handfasting bis ins England der Tudorzeit üblich; als eine Form der zeitlich begrenzten Ehe wurde es im Schottland des 16. Jahrhunderts praktiziert und wurde im Neopaganismus wiederbelebt, obwohl es fälschlicherweise als keltisch und nicht als dänisch oder altenglisch angesehen wird.
Manchmal wird der Begriff unter „Neuheiden“ auch synonym zu „Hochzeit“ oder „Ehe“ verwendet, um die mit diesen Begriffen verbundenen nicht-heidnischen religiösen Konnotationen zu vermeiden. Er wird auch, offenbar ahistorisch, verwendet, um sich auf eine angebliche vorchristliche Praxis zu beziehen, bei der die Hände eines Paares während der Hochzeitszeremonie symbolisch miteinander verbunden oder umschlungen wurden.

## Etymologie
Das englische Verb to handfast im Sinne von „förmlich versprechen, einen Vertrag schließen“ ist für das späte Altenglisch belegt, insbesondere im Zusammenhang mit einem Ehevertrag. Die Ableitung handfasting für eine Verlobungszeremonie ist im Frühneuenglischen belegt. Der Begriff wurde vermutlich vom altnordischen handfesta „einen Vertrag schließen, indem man sich die Hände reicht“ ins Englische entlehnt; es gibt auch comparanda aus den ingväonischen Sprachen: Altfriesisch hondfestinge und Mittelniederdeutsch hantvestinge. Der Begriff leitet sich von dem Verb to handfast ab, das im mittel- bis frühneuzeitlichen Englisch für das Abschließen eines Vertrags verwendet wird. Im modernen Niederländisch ist „handvest“ der Begriff für „Pakt“ oder „Charta“ (z. B. „Atlantisch handvest“, „Handvest der Verenigde Naties“); vgl. auch das italienische Lehnwort manifesto im Englischen.

## Mittelalter
Das Vierte Laterankonzil (1215) verbot die heimliche Eheschließung und verlangte, dass die Eheschließungen in den Kirchen öffentlich von Priestern verkündet werden. Im 16. Jahrhundert legte das Konzil von Trient spezifischere Anforderungen fest, wie die Anwesenheit eines Priesters und zweier Zeugen sowie die Verkündigung der Eheschließung dreißig Tage vor der Zeremonie. Diese Gesetze erstreckten sich nicht auf die von der Reformation betroffenen Regionen. In England vollzogen Geistliche viele heimliche Ehen, wie die so genannte Fleet Marriage, die als rechtsgültig galten; in Schottland war die nicht feierlich vollzogene bürgerliche Ehe weiterhin gültig.
Vom 12. bis zum 17. Jahrhundert war „handfasting“ in England einfach eine Bezeichnung für eine „Verlobung“ oder eine Zeremonie, die anlässlich eines solchen Vertrags, in der Regel etwa einen Monat vor einer kirchlichen Trauung, abgehalten wurde und bei der die Eheleute förmlich erklärten, dass sie den jeweils anderen als Ehepartner akzeptieren. Die Handfasting-Zeremonie war rechtlich bindend: Sobald die Eheleute einander das Eheversprechen gaben, waren sie rechtsgültig verheiratet. Es handelte sich nicht um eine vorübergehende Vereinbarung. Wie bei den kirchlichen Trauungen jener Zeit konnte die durch das Handfasting geschlossene Verbindung nur durch den Tod aufgelöst werden. Die englischen Rechtsbehörden vertraten die Auffassung, dass das Handfasting, auch wenn kein Geschlechtsverkehr folgte, ebenso verbindlich war wie jedes Gelübde, das in der Kirche vor einem Priester abgelegt wurde.  1601 heiratete der Dichter John Donne heimlich in einem privaten Raum, in dem nur er, seine Braut, sein Freund Christopher Brooke und Brookes Bruder Samuel, ein Geistlicher, anwesend waren. Es wurde kein Aufgebot bestellt, und die Eltern der Braut gaben ihre Zustimmung nicht; dennoch hat der Vater der Braut die Gültigkeit der Ehe später nicht rechtlich angefochten.